# Ludivine Blanc
Pour les articles homonymes, voir Blanc (homonymie).
 (septembre 2022).
La mise en forme du texte ne suit pas les recommandations de Wikipédia : il faut le « wikifier ».
Les points d'amélioration suivants sont les cas les plus fréquents :
- Les titres sont pré-formatés par le logiciel. Ils ne sont ni en capitales, ni en gras.
- Le texte ne doit pas être écrit en capitales (les noms de famille non plus), ni en gras, ni en italique, ni en « petit »…
- Le gras n'est utilisé que pour surligner le titre de l'article dans l'introduction, une seule fois.
- L'italique est rarement utilisé : mots en langue étrangère, titres d'œuvres, noms de bateaux, etc.
- Les citations ne sont pas en italique mais en corps de texte normal. Elles sont entourées par des guillemets français : « et ».
- Les listes à puces sont à éviter, des paragraphes rédigés étant largement préférés. Les tableaux sont à réserver à la présentation de données structurées (résultats, etc.).
- Les appels de note de bas de page (petits chiffres en exposant, introduits par l'outil «  Source ») sont à placer entre la fin de phrase et le point final[comme ça].
- Les liens internes (vers d'autres articles de Wikipédia) sont à choisir avec parcimonie. Créez des liens vers des articles approfondissant le sujet. Les termes génériques sans rapport avec le sujet sont à éviter, ainsi que les répétitions de liens vers un même terme.
- Les liens externes sont à placer uniquement dans une section « Liens externes », à la fin de l'article. Ces liens sont à choisir avec parcimonie suivant les règles définies. Si un lien sert de source à l'article, son insertion dans le texte est à faire par les notes de bas de page.
- La présentation des références doit suivre les conventions bibliographiques. Il est recommandé d'utiliser les modèles {{Ouvrage}}, {{Chapitre}}, {{Article}}, {{Lien web}} et/ou {{Bibliographie}}. Le mode d'édition visuel peut mettre en forme automatiquement les références.
- Insérer une infobox (cadre d'informations à droite) n'est pas obligatoire pour parachever la mise en page.

Pour une aide détaillée, merci de consulter Aide:Wikification.
Si vous pensez que ces points ont été résolus, vous pouvez retirer ce bandeau et améliorer la mise en forme d'un autre article.
 (septembre 2022).
Il peut être nécessaire de l'améliorer pour respecter le principe de neutralité de point de vue. 

 (septembre 2022).
 (septembre 2022).
Ludivine Blanc, née le 10 février 1995 à Boulogne-Billancourt, est une athlète française, conférencière, préparatrice mentale, préparatrice physique, formatrice (entraineur et secourisme) et maître nageur sauveteur. Elle est sportive de haut niveau en natation course, iceswimming (nager dans une eau inférieure à 4,9 °C) et en sauvetage sportif.
Elle est 14x recordwoman du monde, 13x en iceswimming et 1x en sauvetage sportif, dont 7x reconnu dans le Guinness Book.
En 2021 et 2022, elle entre en équipe de France de sauvetage sportif et participe aux Jeux mondiaux de 2022 en Alabama aux États-Unis, où elle termine 2e au relais 4x25 mannequins.
Elle relève régulièrement des défis sportifs au bénéfice d'associations.

## Biographie
Elle apprend à nager avec ses parents, nageurs.
Après avoir participé aux championnats de France de sa catégorie depuis son plus jeune âge, elle se qualifie pour ses premiers championnats de France Elites en 2011.
En 2018, elle part s’entraîner avec le pôle France de Sauvetage de Montpellier et nage pour l'A.A.S. Sarcelles. Après avoir validé sa licence STAPS elle se lance dans l'auto-entrepreneuriat en tant que préparatrice physique.
En 2020, elle valide le diplôme universitaire de Clermont-Ferrand (spécialité aide et initiation à la performance) et oriente son entreprise vers la préparation mentale. Dorénavant elle accompagne ceux qui le souhaitent (à l'aide de séances de préparation physique et/ou mentales) à atteindre leurs objectifs, que ce soit des objectifs de bien-être ou de performance.
Lors du premier confinement elle partage sur LinkedIn 1 séance de préparation physique différente pendant 50 jours d'affilée, en libre accès. Une partie de ses séances sera publiée dans le livre Le confinement expliqué à mon boss des éditions Kawa.
Elle commence les compétitions de sauvetage sportif en plus des compétitions de natation.
En 2021, elle est nommée ambassadrice de l’association Comité Éthique et Sport et interviendra lors de la conférence de presse sur la dépression des sportifs et sportives. Cette association fermera ses portes par manque de soutien des institutions sportives : « Quand une association comme la nôtre essaie de se bouger, on lui met des peaux de bananes » (Véronique Lebar, présidente du comité « Éthique et Sport »).
Elle fait le tour de Paris en vélo pour accompagner des athlètes.
Elle participe au défi monté Cristo et réalise le record du 6 km.
Elle parcours Montpellier - Argelès sur mer en VTT en autonomie avec un poids total de 40 km pendant 18h30.
Elle bat une première fois le record du monde de sauvetage du 4x25 mannequin puis une seconde fois en 2022.
Elle franchit la frontière France/Espagne à la nage.
En 2022, elle prend le départ de la course d'ultra DesertusBikus pour l'association Éthique et Sport et traverse les Pyrénées en vélo de nuit en autonomie complète.
Elle parcourt 15 km à la nage en relais avec une montpelliéraine atteinte de cardiomyopathie pour l'association la Fédération française de cardiologie,.
Elle participe aux Jeux mondiaux de 2022,, et termine 2e au relais 4 x 25 mannequin, 4e au relais obstacles et 5e au relais tube.
En parallèle de ses activités professionnelles et sportives, elle valide le Diplôme Universitaire de Montpellier de préparation mentale en 2022 (spécialité sportif blessé).
Depuis 2020, elle écrit des articles tous les mois, de conseils de préparation mentale pour le groupe événementiel Open Swim Stars. Ces articles donnent des conseils de préparation mentale pour le milieu professionnel, sportif et personnel. Elle participe aux étapes d'eau libre de ce groupe événementiel.
Passionnée de sport et depuis 2020, elle se lance encore actuellement des défis sportifs pour soutenir différentes associations.
En décembre 2022, elle participe à ses premiers championnats de France de nage en eau glacée où elle remporte 3 titres de championne de France dans une eau à 4,7 °C dont 1 record de France (100 m nage libre) et 2 records du monde (50 m nage libre et 50 m dos).
En janvier 2023, elle participe à ses premiers championnats du monde de nage en eau glacée en France, à Samoëns et y remporte 3 titres de championne du monde dont 3 records du monde aux : 50 m dos, 50 m nage libre et 100 m nage libre,. Depuis, est inscrite dans le Guinness Book Record.
En mars 2023, elle participe aux championnats du monde de nage en eau froide (eau inférieure à 9,9 °C) et remporte 2 titre de championne du monde, 2 titres de vice championne du monde et 4 records du monde dans nage dans une eau à −0,5 °C.
En février 2024, elle remporte 3 titres et 3 records du monde (reconnus comme étant Guinness Book) lors des championnats d'Europe de nage en eau glacée, eau à 3,7 °C 
En 2024 elle présente son premier TEDx : De la goutte de trop à la goutte de plus
En janvier 2025, elle remporte 4 titres et 1 record du monde lors des championnats du monde de nage en eau glacée autour de 1 °C.

## Palmarès sportif

### Natation course
A la suite de la liquidation de son ancien club, elle nage pour le Racing Club de France depuis 2025.

#### Fédération française de natation
Ludivine Blanc participe aux championnats de France, petit bassin depuis 2012 : Angers (2012), Dijon (2013), Montpellier (2014), Angers (2015), Montpellier (2017), Montpellier (2018). Elle est finaliste A depuis 2013.
| Edition          | Epreuve         | Epreuve          | Epreuve      | Epreuve      | Epreuve       | Epreuve          | Epreuve       | Epreuve             | Epreuve            |
| Edition          | 50 m nage libre | 100 m nage libre | 50 m dos     | 100 m dos    | 50 m papillon | 200 m nage libre | 100m papillon | 4 x 50 m nage libre | 4 x 50 m 4 nages   |
| ---------------- | --------------- | ---------------- | ------------ | ------------ | ------------- | ---------------- | ------------- | ------------------- | ------------------ |
| Angers 2012      | 10e finale B    |                  | 27e          |              |               |                  |               |                     |                    |
| Dijon 2013       | 8e finale A     | 16e finale B     | 11e finale B | 17e finale B | 13 finale B   | 28e              | 47e           |                     |                    |
| Montpellier 2014 | 13e finale B    | 12e finale B     | 9e finale B  | 20e          | 12e finale B  | 53e              |               |                     |                    |
| Angers 2015      | 9e finale B     | 15e finale B     | 16e finale B | 9e finale B  | 20e           | 33e              |               | Médaille d'argent   | Médaille d'or      |
| Montpellier 2017 | Finale B (3e)   | 22e              |              |              |               |                  |               | Médaille d'argent   | 12e                |
| Montpellier 2018 | 8e finale A     | 9e finale A      |              |              |               | 47e              |               |                     | Médaille de Bronze |

Elle participe à ses premiers championnats de France Elites en aux championnats de France de Rennes en 2013.
Elle a participé à Rennes (2013), et est finaliste à : Chartres (2014), Limoges (2015), Montpellier (2016), Schiltigheim (2017), Saint-Raphaël (2018), Saint-Raphaël (2020), Chartres (2021), Montpellier (2021), Limoges (2022), Rennes (2023), Chartres (2024), Montpellier (2025).
| Edition                | Epreuves        | Epreuves         | Epreuves | Epreuves  | Epreuves      | Epreuves         | Epreuves             | Epreuves          |
| Edition                | 50 m nage libre | 100 m nage libre | 50 m dos | 100 m dos | 50 m papillon | 200 m nage libre | 4 x 100 m nage libre | 4 x 100 m 4 nages |
| ---------------------- | --------------- | ---------------- | -------- | --------- | ------------- | ---------------- | -------------------- | ----------------- |
| Schiltigheim 2017      | 16e finale B    |                  | 22e      |           | 25e           |                  | Médaille d'or        |                   |
| Saint-Raphaël 2018     | 6e finale A     | 10e finale B     |          |           |               | 31e              | Médaille d'or        | Médaille d'or     |
| Montpellier hiver 2021 | 6e finale A     | 15e finale B     |          |           |               |                  |                      |                   |

#### Fédération française du sport universitaire
En 2018, elle bat le record de France Universitaire au 100 m nage libre.
Elle détient 15 médailles aux championnats de France de natation Universitaire.
| Edition        | Université                | Epreuves           | Epreuves                      | Epreuves           | Epreuves           | Epreuves               | Epreuves                | Epreuves             | Epreuves           |
| Edition        | Université                | 50 m nage libre    | 100 m nage libre              | 50 m dos           | 50 m papillon      | Relais mixte 12 x 50 m | Relais 4 x 50 m 4 nages | 4 x 100 m nage libre | Journée par équipe |
| -------------- | ------------------------- | ------------------ | ----------------------------- | ------------------ | ------------------ | ---------------------- | ----------------------- | -------------------- | ------------------ |
| 2014           | Aix-Marseille Université  | Médaille de bronze |                               | Médaille de bronze | Médaille d'or      | Médaille d'or          |                         |                      | Médaille d'or      |
| 2015           | Aix-Marseille Université  |                    |                               |                    | Médaille d'argent  | Médaille d'or          | Médaille d'argent       | Médaille de bronze   | Médaille d'or      |
| Dijon 2017     | Université de Montpellier | Médaille d'argent  |                               | 8e finale A        | Médaille de bronze |                        |                         |                      |                    |
| Sarcelles 2018 | Université de Montpellier | Médaille d'argent  | Médaille d'orRecord de France |                    | 2e                 | Médaille de bronze     | 5e                      |                      |                    |

### Compétitions nationales et internationales en sauvetage sportif
| Edition | 200 obstacles      | 50 mannequin       | relais obstacles   | relais corde      | relais mixte  | relais mannequin  | relais tube       |
| ------- | ------------------ | ------------------ | ------------------ | ----------------- | ------------- | ----------------- | ----------------- |
| 2021    | Médaille de bronze | 5e                 |                    |                   |               |                   |                   |
| 2022    | Médaille de bronze | 4e                 | Médaille d'argent  | Médaille d'argent | Médaille d'or | Record du monde   |                   |
| 2023    |                    |                    | Médaille de bronze |                   |               | Médaille d'or     | Médaille d'or     |
| 2024    |                    | 4e                 | Médaille d'argent  |                   | Médaille d'or | Médaille d'argent | Médaille d'argent |
| 2025    |                    | Médaille de bronze |                    |                   |               | Médaille d'or     | Médaille d'or     |

| Edition     | 50 mannequin  | 100 combiné | 200 obstacles      | relais mixte  |
| ----------- | ------------- | ----------- | ------------------ | ------------- |
| Rescue 2021 | 4e            | 5e          | Médaille de bronze |               |
| Rescue 2022 | 4e            |             | Médaille de bronze | Médaille d'or |
| Rescue 2024 | Médaille d'or |             |                    |               |

| relais mannequin  | relais tube | relais obstacle |
| ----------------- | ----------- | --------------- |
| Médaille d'argent | 4e          | 5e              |

### Eau libre

#### Nage en eau glacée ou iceswimming
| Edition                                                | 50m dos                                              | 50m nage libre                                       | 100m nage libre                                    | 50m papillon                                         | 100m dos                       | 25m nage libre                | 25m papillon                                          |
| ------------------------------------------------------ | ---------------------------------------------------- | ---------------------------------------------------- | -------------------------------------------------- | ---------------------------------------------------- | ------------------------------ | ----------------------------- | ----------------------------------------------------- |
| Championnats du monde 2023 (IISA), Samöens, France     | Médaille d'or Record du monde* *Guinness Book Record | Médaille d'or Record du monde* *Guinness Book Record | Médaille d'orRecord du monde**Guinness Book Record |                                                      |                                |                               |                                                       |
| Championnats d'Europe 2024 (IISA) Oradea, Roumanie     | Médaille d'or Record du monde* *Guinness Book Record | Médaille d'or Record du monde* *Guinness Book Record |                                                    | Médaille d'or Record du monde* *Guinness Book Record |                                |                               |                                                       |
| Championnats du monde (IWSA) 2024 Tallin, Estonie      |                                                      | Médaille d'or Record du monde                        | Médaille d'argent                                  |                                                      |                                | Médaille d'or Record du monde | Médaille d'argent (Record du monde pendant 7 minutes) |
| Championnats du monde 2025 (IISA) 2025 Molveno, Italie | Médaille d'or Record du monde* *Guinness Book Record | Médaille d'or                                        |                                                    | Médaille d'or                                        | Médaille d'or Record de France |                               |                                                       |

| Edition                     | 50m dos                       | 50m nage libre                | 100m nage libre                | 100m dos                       |
| --------------------------- | ----------------------------- | ----------------------------- | ------------------------------ | ------------------------------ |
| Championnats de France 2022 | Médaille d'or Record du monde | Médaille d'or Record du monde | Médaille d'or Record de France |                                |
| Championnats de France 2024 | Médaille d'or                 | Médaille d'or                 | Médaille d'or                  | Médaille d'or Record de France |

#### Compétitions et records
| Edition | Race                                |
| ------- | ----------------------------------- |
| 2023    | Médaille d'or Record de la distance |
| 2024    | Médaille d'or                       |

| Edition | 5 km          | 6 km                                |
| ------- | ------------- | ----------------------------------- |
| 2021    | Participation | Médaille d'or Record de la distance |

| Edition        | 1 km          | 2,5 km        |
| -------------- | ------------- | ------------- |
| Toulouse, 2021 | Médaille d'or | Médaille d'or |
| Paris, 2022    | Médaille d'or |               |

| Edition | 2,4 km             |
| ------- | ------------------ |
| 2021    | Médaille de bronze |
| 2022    | 4e fille           |

### Records de France, d'Europe et du monde
Elle a battu les records du monde et d'Europe du :
- 50 m nage libre en iceswimming
- 100 m nage libre en iceswimming
- 50 m dos en iceswimming
- 50 m papillon en iceswimming
- 4x25m mannequin (sauvetage sportif)
Elle a battu les records de France du :
- 50 m nage libre en iceswimming
- 100 m nage libre en iceswimming
- 50 m dos en iceswimming
- 100 m dos en iceswimming
- 50 m papillon en iceswimming
- relais mannequin (sauvetage sportif)
- relais tube (sauvetage sportif)
- relais mixte (sauvetage sportif)
- relais sauveteur (sauvetage sportif)

## Activité professionnelle
Auto-entrepreneuse depuis 2018, Ludivine Blanc est conférencière, préparatrice mentale et préparatrice physique.
Elle accompagne des entreprises et personnes qui souhaitent relever des défis extrêmes (traversée de la manche, Gibraltar, etc.) ou personnels (prendre la parole en public, gérer la concurrence, etc.)
Elle forme également de jeunes sauveteurs, les futurs entraineurs avec l'ERFAN et est formatrice en secourisme (PSC, PSE et SST) à son compte.